# Juiz de direito
Juiz de direito (ou juiz togado, no Brasil) é o magistrado de direito, ou seja, aquele que integra a magistratura por haver ingressado na respectiva carreira segundo os preceitos da lei, constitucional e ordinária, por atender aos respectivos requisitos de habilitação, proferindo as decisões nas demandas nos respectivos graus de jurisdição.
No Brasil, o disposto no artigo 93, inciso I da Constituição em vigor diz que o cargo inicial será o de juiz substituto, e que seu ingresso deverá ocorrer mediante concurso público de provas e títulos.
Existem os juízes de primeira instância (às vezes, chamados juízes de piso), que julgam ordinariamente um processo; os juízes de segunda instância, que julgam os recursos advindos da primeira instância, e, por fim, os ministros, os quais (com exceção dos ministros do Supremo Tribunal Federal, que julgam também processos de maneira ordinária), proferem decisões sobre recursos advindo da segunda instância. 